# 美国外交人员协会
美国外交人员协会（英語：American Foreign Service Association），建立于1924年，是美国外交部门的专业技术协会。现有超过15000名付费会员，美国外交人员协会代表着28000名任上和退休美国国务院和美国国际开发署的外交人员，也代表着的少部分在美国商务服务局、美国对外农业服务局和美国国际广播社任职的外交人员。

## 纪念外交官
2021年5月，美国外交人员协会决定将历史上71人的名字添加在以身殉职外交人员纪念碑上。该纪念碑位于国务院总部哈里·杜鲁门大楼C街入口大厅，其中包括出身奴隶的大使摩西·霍普金斯、1812年战争期间与委内瑞拉达成反海盗协议的外交官奥利弗·哈泽德·佩里、因患黄热病去世的驻德克萨斯共和国外交使节威廉·墨菲等。